# Ewa Laurance
Ewa Laurance (tidigare Eva Svensson och Ewa Laurance Mataya), född 26 februari 1964, är en svensk professionell biljardspelare, främst på Women's Professional Billiard Association nioball tour, sportskribent och på senare tid sportkommentator för ESPN. År 2004 valdes hon in i Billiard Congress of America's Hall of Fame. Hon har fått smeknamnet "the Leading Lady of Billiard" och "the Striking Viking". Laurance har spelat biljard sedan hon var 4 år gammal. Hon flyttade till USA 1981, 17 år gammal, efter att ha tävlat i 1980 års WPBA World Straight Pool Championship i New York City. År 1983 blev hon den första kvinnliga europeiska spelaren som vann en professionell biljardtävling i USA, när hon och vann Clyde Childress 9-Ball Open.